# Amphoe Pua

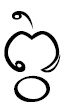
„Pua“ in Lanna-Schrift

Amphoe Pua (Thai อำเภอ ปัว) ist ein Landkreis (Amphoe – Verwaltungs-Distrikt) der Provinz Nan. Die Provinz Nan liegt im Nordosten der Nordregion von Thailand.

## Geographie
Benachbarte Landkreise (von Norden im Uhrzeigersinn): die Amphoe Chiang Klang, Thung Chang, Chaloem Phra Kiat, Bo Kluea, Santi Suk und Tha Wang Pha. Alle Amphoe liegen in der Provinz Nan.

## Sehenswürdigkeiten
- Nationalparks:
  - Nationalpark Doi Phu Kha (อุทยานแห่งชาติดอยภูคา) – bergiger Park mit dem 1980 Meter hohen Doi Phu Kha als höchste Erhebung. Sehenswert sind die zahlreichen Wasserfälle.
- Es gibt eine Reihe sehenswerter buddhistischer Tempel (Wat) im Landkreis, wie zum Beispiel Wat Ton Laeng (วัดต้นแหลง), Wat Phrathat Bueng Sakat (วัดพระธาตุบึงสกัด) oder Wat Rong Ngae (วัดร้องแง).

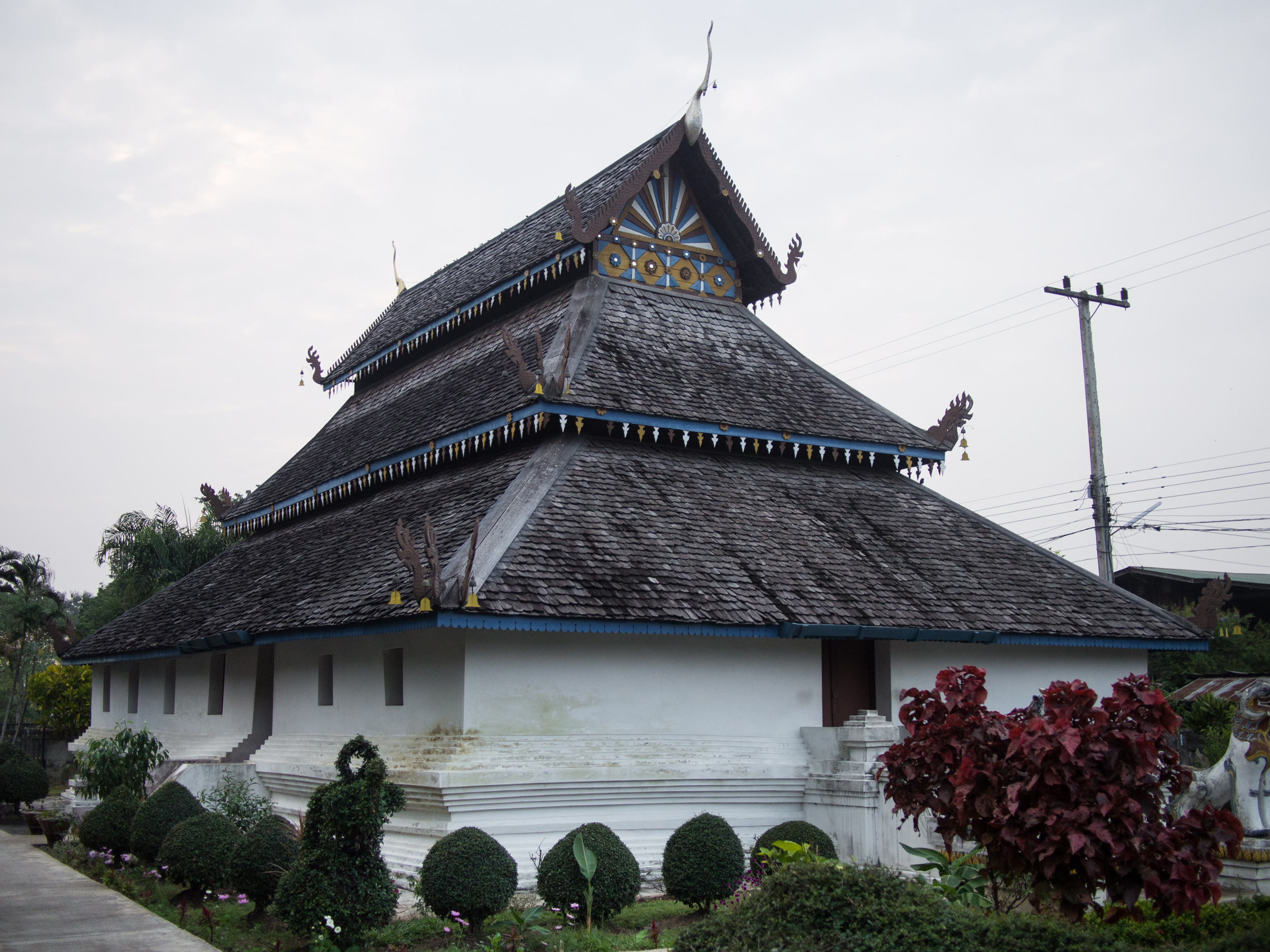
Wat Ton Laeng
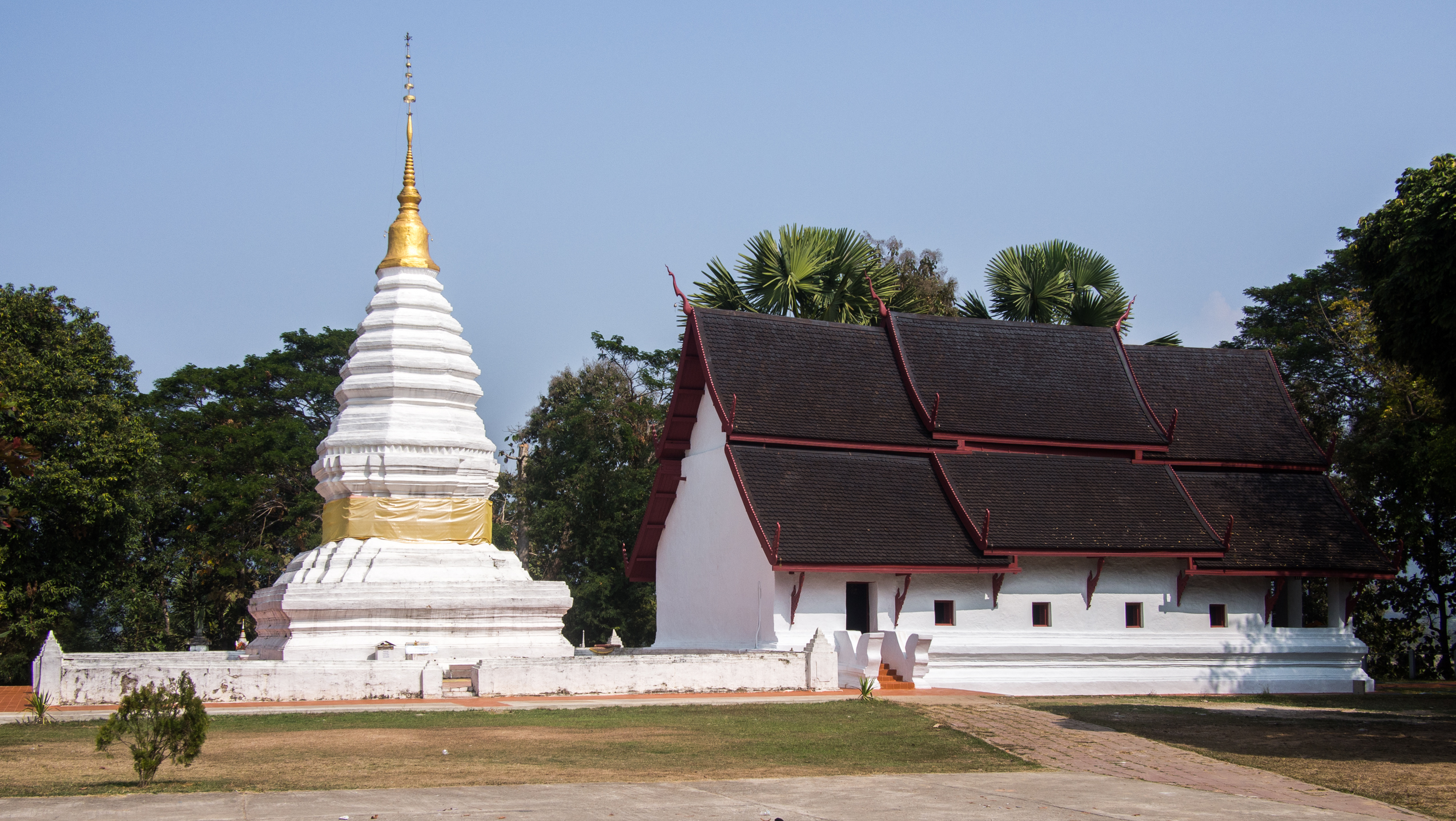
Wat Phra That Bueng Sakat
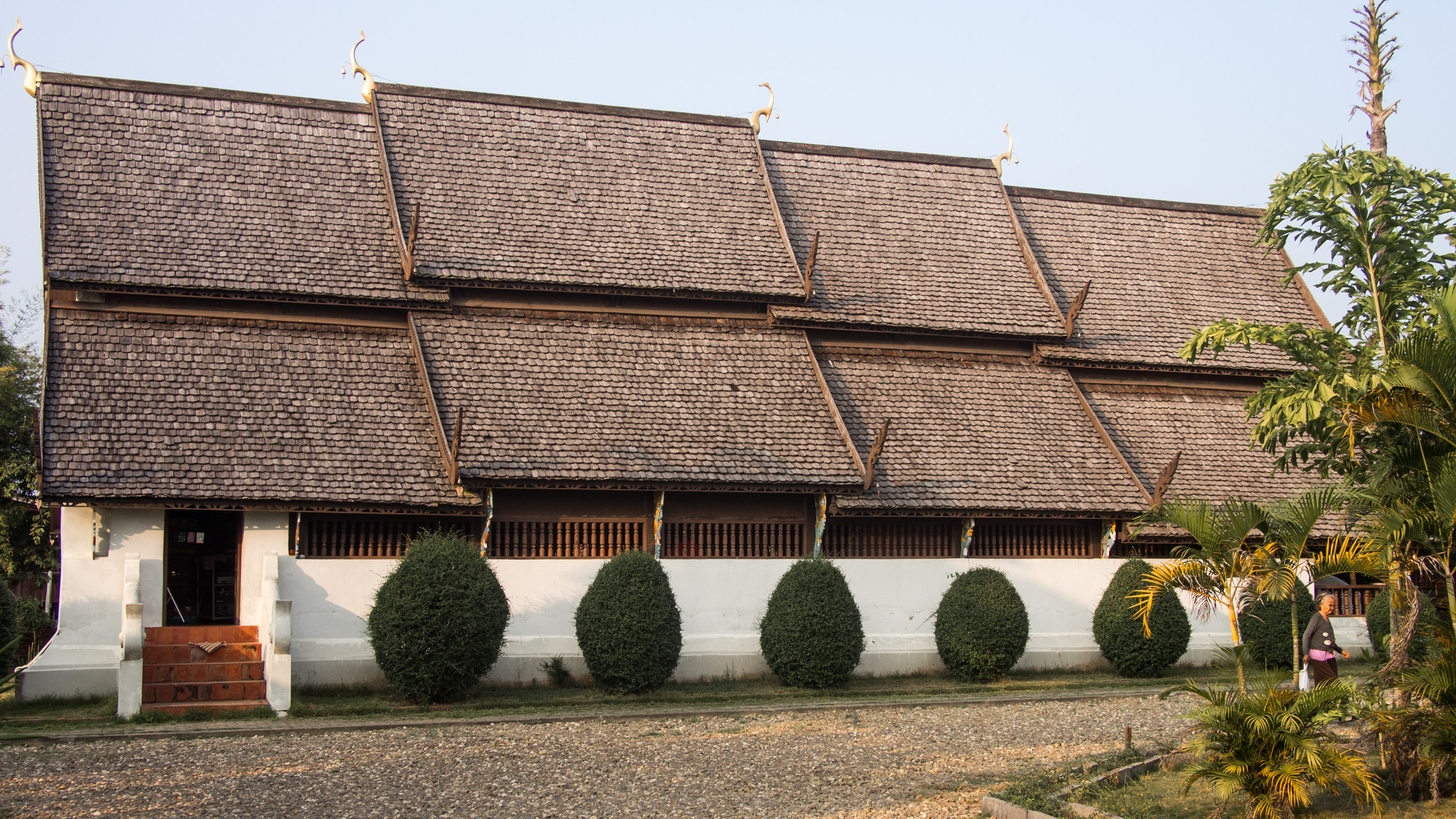
Wat Rong Ngae
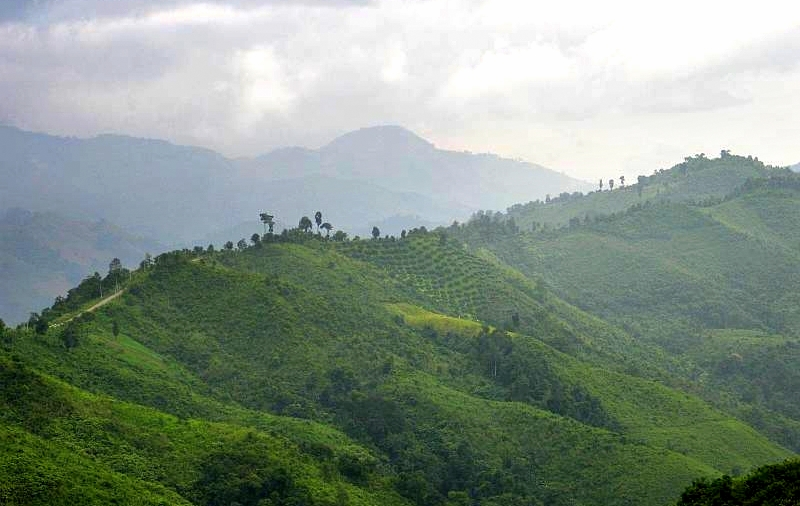
Straße 1256 beim Doi Pu Kha
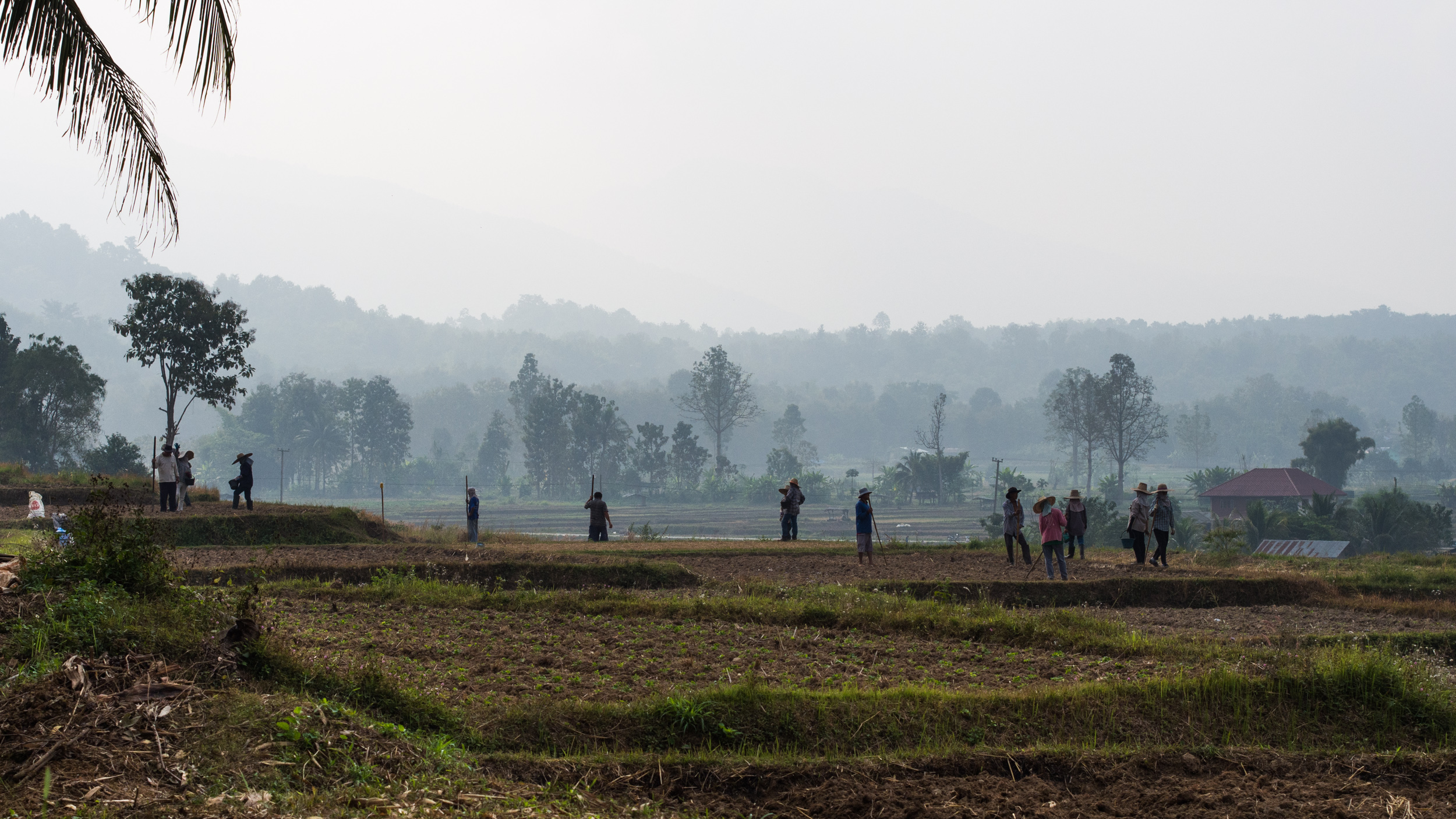
Landschaft östlich der Stadt Pua

## Verwaltung

### Provinzverwaltung
Der Landkreis Pua ist in zwölf Tambon („Unterbezirke“ oder „Gemeinden“) eingeteilt, die sich weiter in 107 Muban („Dörfer“) unterteilen.
| Nr. | Name          | Thai    | Muban | Einw. |
| --- | ------------- | ------- | ----- | ----- |
| 01. | Pua           | ปัว      | 08    | 7.362 |
| 02. | Ngaeng        | แงง     | 07    | 4.848 |
| 03. | Sathan        | สถาน    | 13    | 6.064 |
| 04. | Sila Laeng    | ศิลาแลง  | 08    | 3.963 |
| 05. | Sila Phet     | ศิลาเพชร | 10    | 4.593 |
| 06. | Uan           | อวน     | 11    | 5.041 |
| 09. | Chai Watthana | ไชยวัฒนา | 08    | 4.233 |
| 10. | Chedi Chai    | เจดีย์ชัย  | 09    | 6.913 |
| 11. | Phu Kha       | ภูคา     | 14    | 4.823 |
| 12. | Sakat         | สกาด    | 04    | 2.932 |
| 13. | Pa Klang      | ป่ากลาง  | 07    | 7.908 |
| 14. | Wora Nakhon   | วรนคร   | 08    | 5.871 |

Hinweis: Die fehlenden Geocodes gehören zu den Tambon, die heute Teil vom Amphoe Bo Kluea sind.

### Lokalverwaltung
Es gibt zwei Kommunen mit „Kleinstadt“-Status (Thesaban Tambon) im Landkreis:
- Sila Laeng (Thai: เทศบาลตำบลศิลาแลง) bestehend aus dem kompletten Tambon Sila Laeng.
- Pua (Thai: เทศบาลตำบลปัว) bestehend aus dem kompletten Tambon Pua und den Teilen der Tambon Sathan, Chai Watthana, Wora Nakhon.

Außerdem gibt es zehn „Tambon-Verwaltungsorganisationen“ (องค์การบริหารส่วนตำบล – Tambon Administrative Organizations, TAO)
- Ngaeng (Thai: องค์การบริหารส่วนตำบลแงง) bestehend aus dem kompletten Tambon Ngaeng.
- Sathan (Thai: องค์การบริหารส่วนตำบลสถาน) bestehend aus Teilen des Tambon Sathan.
- Sila Phet (Thai: องค์การบริหารส่วนตำบลศิลาเพชร) bestehend aus dem kompletten Tambon Sila Phet.
- Uan (Thai: องค์การบริหารส่วนตำบลอวน) bestehend aus dem kompletten Tambon Uan.
- Chai Watthana (Thai: องค์การบริหารส่วนตำบลไชยวัฒนา) bestehend aus Teilen des Tambon Chai Watthana.
- Chedi Chai (Thai: องค์การบริหารส่วนตำบลเจดีย์ชัย) bestehend aus dem kompletten Tambon Chedi Chai.
- Phu Kha (Thai: องค์การบริหารส่วนตำบลภูคา) bestehend aus dem kompletten Tambon Phu Kha.
- Sakat (Thai: องค์การบริหารส่วนตำบลสกาด) bestehend aus dem kompletten Tambon Sakat.
- Pa Klang (Thai: องค์การบริหารส่วนตำบลป่ากลาง) bestehend aus dem kompletten Tambon Pa Klang.
- Wora Nakhon (Thai: องค์การบริหารส่วนตำบลวรนคร) bestehend aus Teilen des Tambon Wora Nakhon.